# Rubus ligulatifolius
Rubus ligulatifolius är en rosväxtart som beskrevs av N.T. Hiep och G.P. Yakovlev. Rubus ligulatifolius ingår i släktet rubusar, och familjen rosväxter. Inga underarter finns listade i Catalogue of Life.